# Lucius Vitellius le jeune

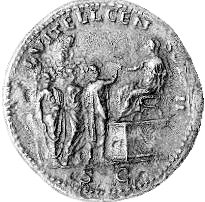

Lucius Vitellius le Jeune (en latin : Lucius Vitellius Minor), était le deuxième fils de Lucius Vitellius l'Aîné et de sa femme Sextilia, ainsi que le jeune frère de l'empereur Vitellius.

## Biographie
Il a servi comme consul suffect pendant six mois en 48. Sa première épouse en 46 ou 47 était Junia Calvina, une descendante de l'empereur Auguste, mais on l'accusa d'inceste avec son frère Silanus et ils divorcèrent avant 49. Il fut proconsul de Afrique de 61 a 62.
Il maria première fois avec Junia Calvina, exilée en 48, et deuxième fois avec Triaria.
Il est pendu avec son frère et son neveu sur les ordres de Vespasien en 22 décembre 69.